# Résolution 1680 du Conseil de sécurité des Nations unies
Membres permanents
- Chine
- États-Unis
- France
- Royaume-Uni
- Russie

Membres non permanents
- Argentine
- Congo
- Danemark
- Ghana
- Grèce
- Japon
- Pérou
- Qatar
- Slovaquie
- Tanzanie

Résolution no 1679 Résolution no 1681
La résolution 1680 du Conseil de sécurité des Nations unies fut adoptée le 17 mai 2006. Après avoir rappelé les résolutions précédentes sur le Liban, notamment la 425 (de 1978), la 426 (de 1978), la 520 (en) (de 1982), la 1559 (de 2004) et la 1655 (de 2005), le Conseil a encouragé la Syrie à répondre positivement à la demande du Liban de délimiter les frontières et d'établir des relations diplomatiques, dans le but d'affirmer la souveraineté, l'intégrité territoriale et l'indépendance politique du Liban.
La résolution, coparrainée par la France, le Royaume-Uni et les États-Unis, a été adoptée par 13 voix pour, aucune contre, et deux abstentions de la Chine et de la Russie; les deux pays ont estimé que la résolution constituait une ingérence dans les relations diplomatiques entre le Liban et la Syrie.

## Contexte
Le 18 avril 2006, le Secrétaire général Kofi Annan a transmis son troisième rapport semestriel sur la mise en œuvre de la résolution 1559, adoptée le 2 septembre 2004. La résolution 1559 appelait au "retrait de toutes les forces étrangères restantes du Liban; la dissolution et le désarmement de toutes les milices libanaises et non libanaises; l'extension du contrôle du gouvernement libanais sur tout le territoire libanais; et le strict respect de la souveraineté, de l'intégrité territoriale, de l'unité et de l'indépendance politique du Liban sous la seule et exclusive autorité du Gouvernement libanais dans tout le pays".
Le rapport du Secrétaire général indiquait que le Liban était toujours dans un état fragile et vulnérable.  Cela a conduit à l'adoption de la résolution 1680.

## Résolution

### Observations
Le Conseil de sécurité a commencé par réaffirmer son soutien à l'intégrité territoriale, à la souveraineté et à l'indépendance politique du Liban à l'intérieur de ses frontières internationalement reconnues. En outre, il a noté que des progrès positifs avaient été accomplis grâce au dialogue national, tout en regrettant que certaines dispositions de la résolution 1559 n'aient pas encore été pleinement appliquées, à savoir la dissolution et le désarmement des milices libanaises et non libanaises, l'extension du contrôle du gouvernement libanais sur tout son territoire, le strict respect de la souveraineté, de l'intégrité territoriale, de l'unité et de l'indépendance politique du Liban, et des élections présidentielles libres et équitables conduites selon les règles constitutionnelles libanaises, sans ingérence étrangère.
Le Secrétaire général a fait état d'un mouvement d'armes vers le territoire libanais pour des milices au cours des six derniers mois, source d'inquiétude pour le Conseil. Il a exprimé son plein appui au dialogue national et a félicité toutes les parties libanaises pour leur conduite.

### Contenu
Le Conseil de sécurité a appelé à la pleine mise en œuvre de la résolution 1559, appelant tous les États et parties à coopérer pleinement avec le gouvernement libanais, le Conseil de sécurité et le Secrétaire général. Il a encouragé le gouvernement syrien à répondre positivement à la demande faite par le Liban de délimiter leur frontière commune (en particulier dans les zones contestées), tout en notant que de telles mesures constitueraient un pas vers l'amélioration des relations entre les deux pays ainsi que l'affirmation de l'indépendance du Liban, ce qui contribuerait positivement à la stabilité de la région.
La résolution a félicité le Liban d'avoir pris des mesures contre les mouvements d'armes et de milices sur le territoire libanais et a appelé la Syrie à adopter des mesures similaires. Enfin, il s'est félicité de la décision de désarmer les milices palestiniennes à l'extérieur des camps de réfugiés dans les six mois.